# جهاز التذبذب
جهاز التذبذب هو الاسم الشائع لآلية الملف الكهربائي غير التقليدية المستخدمة في الغسالة التي تعمل بسَير والتي أنتجتها شركة وايربول (Whirlpool)|Whirlpool وشركة كيمنور (Kenmore) (صناعة شركة وايربول) وغيرهما الكثير من الشركات في الفترة تقريبًا ما بين عامي 1950 إلى 1987 في الولايات المتحدة. ولقد استخدم هذا الجهاز في نماذج Brastemp وConsul التي تعمل بسَير في البرازيل ما بين عامي 1959 إلى 1990.

## التشغيل
يوضع جهاز التذبذب أعلى علبة السرعة، حيث يتذبذب ذهابًا وإيابًا مثل تذبذب إشارة السكك الحديدية (ومن هنا جاء الاسم). وعندما يتصل الملف الكهربائي، يلتقطه قضيب وينقل السرعة في الوضع المطلوب.
يتم تشغيل أحد الملفات الكهربائية لجهاز التذبذب لتشغيل التقليب أثناء وضع الغسيل؛ ثم يتم تشغيل الملف الكهربائي الآخر لتشغيل وضع التجفيف. ويجب تشغيل المحرك قبل تزويد الملفات الكهربائية بالطاقة. ويتم فقط تشغيل ملف كهربي واحد في المرة. وفي حالة عدم تشغيل أي من الملفات الكهربائية، تكون علبة السرعة في وضع تعادل وتعمل المضخة فقط لتصريف المياه من البرميل.
أثناء الدورة العادية، يتم ملء معظم الغسالات من تصميم وايربول المزودة بجهاز التذبذب، ويبدأ المحرك ثم يتم تشغيل الملف الكهربائي للغسيل. وعند انتهاء وضع الغسيل، يتم إيقاف الملف الكهربائي للغسيل (التقليب) بما يسمح للمضخة بتفريغ البرميل. وبعد دقيقة أو اثنتين، سيُشغل المؤقت جهاز تذبذب التجفيف الذي سيعمل على تدوير البرميل. وبهذا على العكس من معظم غسالات التحميل من أعلى التي تبدأ التجفيف والتصريف في آن واحد. ولا توجد فترات توقف بين الدورات في تلك الغسالات.

## مشكلات آلية جهاز التذبذب
هناك عيبان شائعان في آلية جهاز التذبذب. أولهما أنه يمكن أن يحدث انحشار في الملف الكهربائي، ويكون ذلك في الغالب نتيجة التآكل من العمل في بيئة رطبة. ويختص العيب الشائع الثاني بجهاز التذبذب - فنظرًا لأن الأسلاك التي تُشغل الملفات الكهربائية يتم ثنيها وليها باستمرار نتيجة حركة جهاز التذبذب، فمن المحتمل أن تنقطع مما يوقف عمل دورة الغسيل أو التجفيف.